# Testa dell'Autaret
La Testa dell'Autaret è una montagna delle Alpi Marittime, alta 2763 m s.l.m.

## Caratteristiche
Si trova sul confine tra Italia e Francia. Il versante italiano è in valle Stura di Demonte, in comune di Vinadio; il versante francese domina la valle della Tinea e si trova nel territorio comunale di Isola. La quota massima è indicata in 2763 m sulla cartografia italiana, ed in 2761 metri su quella francese. Articolata in tre cime, la montagna è la più alta dal Colle della Lombarda al gruppo Corborant-Tenibres.
Dal punto di vista geologico, la montagna è costituita da gneiss a plagioclasio e biotite, di origine molto antica (Archeozoico), associati ad anfiboliti; la formazione appartiene al massiccio cristallino dell'Argentera.
Secondo il Jaccard, il nome Autaret, comune a molte montagne e valichi della zona alpina occidentale (anche nella variante Lautaret), significherebbe altare (riconducibile al latino altar), e sarebbe legato alla presenza di antichi altari precristiani in questi luoghi. Il D'Amico lo fa invece risalire alla radice celtica aut, con significato di luogo elevato.

## Ascensione alla vetta
La salita alla vetta è possibile per un itinerario escursionistico su sentiero (difficoltà E), a partire dal passo di Collalunga (2533 m s.l.m.), anch'esso raggiungibile su sentiero da San Bernolfo (Italia) o Douans (Francia). In alternativa, sono possibili alcuni itinerari alpinistici su creste rocciose di grado di difficoltà PD.

### Cartografia
- Cartografia ufficiale italiana dell'Istituto Geografico Militare (IGM) in scala 1:25.000 e 1:100.000, consultabile on line
- Cartografia ufficiale francese dell'Institut géographique national (IGN), consultabile online Archiviato il 13 novembre 2007 in Internet Archive.
- Sistema Informativo Territoriale della provincia di Cuneo, su base cartografica 1:10.000
- Istituto Geografico Centrale - Carta dei sentieri 1:50.000 n.7 Valli Maira-Grana-Stura e 1:25.000 n.112 Valle Stura - Vinadio - Argentera